# Angostura (género)
Angostura es un género con cincuenta especies de planta medicinal  perteneciente a la familia Rutaceae. Son nativos de Sudamérica.

## Especies seleccionadas
- Angostura acuminata
- Angostura adenanthera
- Angostura alipes
- Angostura bracteata
- Angostura trifoliata

## Sinonimia
- Cusparia